# Wowczok (hromada Bracław)
Wowczok (ukr. Вовчок, hist. pol. Wołczek Bracławski) – wieś na Ukrainie, w obwodzie winnickim, w rejonie tulczyńskim, w hromadzie Bracław. W 2001 liczyła 966 mieszkańców, spośród których 952 wskazało jako ojczysty język ukraiński, 13 rosyjski, a 1 mołdawski.